# سیارک ۱۲۶۰۴
سیارک ۱۲۶۰۴ (به انگلیسی: 12604 Lisatate، نامگذاری:1999RC194) دوازده هزار و ششصد و چهارمین سیارک کشف شده‌است که در ۷ سپتامبر ۱۹۹۹ کشف شد.
قدر مطلق سیارک برابر ۱۶.۲ است.